# Åskådareffekten
Åskådareffekten är ett socialpsykologiskt fenomen som avser fall där individer inte erbjuder hjälp till ett offer när andra människor är närvarande. Sannolikheten för hjälp är omvänt relaterad till antalet åskådare. Med andra ord, ju större antal åskådare, desto mindre sannolikt är det att någon av dem kommer att hjälpa. Flera variabler bidrar till att förklara åskådareffekten uppstår, nämligen tvetydighet, sammanhållning och spridning av ansvar.
Det beskrevs första gången 1969 och visar till exempel att ju fler som bevittnar en misshandel, desto mindre är chansen för var och en att de skulle gripa in. Fenomenet började diskuteras efter knivmordet på Kitty Genovese i New York 1964. Ett flertal personer såg henne bli knivmördad och ringde polisen men under den halvtimmen det tog henne att dö hann mördaren komma ifatt henne två gånger utan att någon ingrep.
Efter mordet engagerade sig två amerikanska psykologer, John Darley och Bibb Latané, för att försöka förklara varför grannarna ej ingrep. De gjorde en serie experiment vilka visar att en människas benägenhet att ingripa ökar i en nödsituation om hon är enda vittnet.
Enligt brittisk forskning från 2019 kan emellertid de resultat som åskådareffekten vilar på vara helt felaktiga. Deras granskning övervakningsfilmer från Nederländerna, Sydafrika och Storbritannien på olika våldsbrott visar istället att människor ingrep i 90 procent av fallen. Benägenheten att ingripa var dessutom, enligt de brittiska forskarna, större ju fler människor som var på plats. 